# Франкомахала
Франкомахала (на гръцки: Φραγκομαχαλάς) е южен квартал на македонския град Солун, Гърция. Граничи с известните солунски квартали Беш чинар и Лададика.
Кварталът се оформя като Венецианска махала още от втората половина на XIII век. През 1685 година там е открито френско консулство. В махалата в XIX век се съсредоточава населението на Солун от Западна Европа. Центърът на квартала е католическата църква „Непорочно зачатие“. В края на XIX – началото на XX век във Франкомахала се намира Френското лазаристко училище, основано в 1888 година. В квартала се намира и „Банк Отоман“, запазена и до днес. Кварталът изгаря почти напълно при Солунския пожар в 1917 година. В XXI век във Франкомахала има много адвокатски кантори, поради близостта му със съда, но там също са разположени много развлекателни и културни обекти, притегателни центрове за артисти и студенти.
Освен сградата на „Банк Отоман“, в квартала е построена в 1906 година сградата на „Банк дьо Салоник“, днес Стоа „Малакопис“. Други забележителни сгради в квартала са съседната къща „Алатини“, историческият хотел „Коломбо“ и други.